# さやか星小学校
さやか星小学校（さやかぼししょうがっこう）は、長野県佐久市入澤に所在する私立小学校である。学校法人西軽井沢学園が運営しており、行動分析学に基づいた教育を実施している。2024年（令和6年）4月に開校した。

## 教育課程
本校は、1学年1クラス編成であり、各クラスの定員は28人である。これに加え、ギフテッドと呼ばれる児童や、独自の認知スタイルを持つ児童を対象とした「専修学級」が設置されている。専修学級は全学年合同の複式学級として構成されており、2クラス体制で最大定員は1学級15名の計30名である。専修学級では、教員に加えて心理職や研究員がチームで支援にあたっている。各学級には愛称が付けられており、それぞれ「エジゾン学級」「ダヴィンチ学級」と呼ばれている。
本校では聖書教育も行われている。

## 通学
スクールバスの運行はなく、通学は徒歩または保護者による送迎、あるいは公共交通機関（主に電車）によって行われている。

## 入学者選考
入学希望者に対しては、書類選考のほか、簡易な能力テストおよび行動観察が実施される。また、保護者が記述する簡単な作文試験、および保護者面接も選考の一環として行われる。

## 運営体制
- 理事長：奥田健次
- 校長：青木高光
- カリキュラム開発：島宗理[4][5]

## 所在地
〒384−0621　⻑野県佐久市入澤152−1（旧佐久市立青沼小学校校舎）

## 周辺施設
- 青沼児童館
- 青沼保育園

## アクセス
- 佐久平駅より車で25分
- 青沼駅より徒歩3分